# Sebastián Silva (actor)
Juan Sebastián Silva Martínez (Ibagué, 30 de enero de 1993) es un actor, cantante y escritor Colombiano. Es conocido por su actuación como Pite en La reina del flow de Caracol Televisión y  Rubén en Club 57 para Nickelodeon Latinoamérica.

## Biografía
Silva inició su carrera artística a los 6 años, dio conciertos por todo Colombia junto a la Orquesta Sinfónica Infantil Santa Cecilia.
Estudió cine y televisión en la Universidad Nacional de Colombia. Su carrera actoral comenzó a los 19 años participando en obras de teatro como "Quién mató a Ernesto" y "Blancanieves" en el Teatro Colon (Bogotá). 
En 2018, interpretó a Pite en La reina del Flow y al año siguiente actúa en la serie Club 57 de Nickelodeon Latinoamérica grabada en Miami, Florida, Estados Unidos.
En 2018 participó en el reality Show MasterChef Celebrity de RCN Televisión. 
En 2020 participa en la serie Manual para Galanes que se estrenó en Estados Unidos y Puerto Rico a través de la plataforma Pantaya y se estrenó oficialmente en Claro Vídeo

## Filmografía

### Televisión
| Año       | Título                                | Personaje                    | Emisor                    |
| --------- | ------------------------------------- | ---------------------------- | ------------------------- |
| 2020-2021 | Manual para Galanes                   | Tomás                        | Claro Vídeo               |
| 2020      | Decisiones: Unos ganan, otros pierden | Jonathan                     | Telemundo                 |
| 2020      | Decisiones: Unos ganan, otros pierden | Kevin                        | Telemundo                 |
| 2019-2021 | Club 57                               | Rubén García 'Rurú'          | Nickelodeon Latinoamérica |
| 2018-2021 | La reina del flow                     | Pedro Alberto Espitia 'Pite' | Caracol Televisión        |
| 2015-2016 | Celia                                 | Alberto Blanco (Niño)        | Canal RCN                 |

### Reality
| Año  | Título               | Rol          | Canal     |
| ---- | -------------------- | ------------ | --------- |
| 2019 | Masterchef Celebrity | Participante | Canal RCN |

### Cine
| Año  | Título               | Personaje | Notas         |
| ---- | -------------------- | --------- | ------------- |
| 2012 | A pesar del silencio | -         | Debut en cine |

## Teatro
| Año       | Título                            | Rol          |
| --------- | --------------------------------- | ------------ |
| 2023-2024 | Hombres a la plancha              | Él mismo     |
| 2019      | Club 57: El tiempo corre al revés | Rubén García |
| 2015      | Blancanieves                      | Príncipe     |
| 2015      | ¿Quién mató a Ernesto?            | Ernesto      |

## Libros
| Título             | Editorial     | Fecha de publicación |
| ------------------ | ------------- | -------------------- |
| El libro prohibido | Nube de tinta | 1 de junio de 2020   |

## Premios y nominaciones
- Actor Favorito (Kids Choice Awards México, 2019)
- Revelación web (India Catalina, 2018)
- Revelación Digital (Kids Choice Awards Colombia, 2017)[13]
- Artista con mayor proyección (Radiotemp Perú, 2011)[14]